# Ptakopyskovití
Ptakopyskovití jsou jednou ze dvou čeledí savců z řádu ptakořitných a obsahují všechny druhy ptakopyska (druhou čeledí jsou ježurovití). Do této čeledi patří dva rody, vyhynulý rod Obdurodon a právě rod obsahující ptakopyska: Ornithorhynchus.
- Ptakopyskovití (Ornithorhynchidae)
  - Rod Obdurodon – starodávná větev této čeledi
    - Druh Obdurodon dicksoni †
    - Druh Obdurodon insignis †
    - Druh Obdurodon/Monotrematum sudamericanum †

  - Rod Ornithorhynchus
    - Druh ptakopysk podivný Ornithorhynchus anatinus

Druh Obdurodon sudamericanum je v některých taxonech zařazován do samotného rodu Monotrematum pod názvem Monotrematum sudamericanum.
Další dva rody, Steropodon a Teinolophos, mohou také patřit do čeledi ptakopyskovitých. Každopádně se jedná o velmi staré rody a vědecká literatura naznačuje, že sice těsně souvisí s čeledí ptakopyskovitých, ale nejsou její součástí. Jsou častěji zařazováni do samostatné čeledi Steropodontidae.